# James Carroll (homme politique)
Pour les articles homonymes, voir James Carroll et Carroll.
Sir James Carroll, ou Timi Kara en maori, né vers le 20 août 1857 à Wairoa et mort le 18 octobre 1926 à Auckland, est un homme politique néo-zélandais. Député sans interruption de 1887 à 1919, il est l'une des principales figures politiques maori de la fin du XIXe siècle et du début du XXe, et est brièvement à la tête du gouvernement à deux reprises, en 1909 et 1911.

## Jeunesse et débuts
Il naît en 1857 dans une Nouvelle-Zélande qui est alors, depuis peu, une colonie autonome au sein de l'Empire britannique, dotée d'un gouvernement élu et décidant elle-même de sa politique intérieure. Sa mère, Tapuke, est maori, de l’iwi (tribu) Ngati Kahungunu. Son père, Joseph, est né à Sydney de parents irlandais, et s'est installé en Nouvelle-Zélande comme commerçant puis fermier au début des années 1840. James Carroll, l'un de leurs huit enfants, parle avant tout le maori (sa langue maternelle), mais ses parents s'assurent aussi qu'il ait une scolarisation à l'européenne dans les écoles coloniales. Jeune adolescent, passionné par les chevaux, il quitte l'école et travaille sur des fermes.
Lors de la dernière étape des Guerres maori, en 1870, il s'engage du côté des forces coloniales contre la rébellion de Te Kooti. Son courage est alors remarqué, et il obtient un poste dans l'administration coloniale dans le département des affaires indigènes. Il n'y demeure qu'un temps avant de retourner travailler sur les fermes en 1875. Autodidacte, il lit beaucoup. Bilingue en maori et en anglais, il obtient un emploi comme traducteur pour les députés maori à la Chambre des représentants à Wellington de 1879 à 1883. Cette expérience est formatrice. Elle fait non seulement de lui un orateur éloquent, mais éveille en lui un intérêt pour la politique. Dans le même temps, il s'implique comme médiateur pour aider les communautés maori dans la région de Gisborne dans leurs transactions avec les colons pour la vente ou la location de leurs terres. 
En 1881, il épouse Heni Materoa, jeune femme issue de l'aristocratie maori, et le couple s'installe à Gisborne. 

## Carrière politique
Il se présente (sans étiquette) aux élections législatives de juillet 1884 dans l'une des quatre circonscriptions maori : celle couvrant l'est du pays, où il réside. Il est battu de peu par le député sortant, Wi Pere. La campagne des élections législatives de septembre 1887 dans les circonscriptions maori est marquée par l'adoption récente d'une loi (Native Land Administration Act) encourageant les Maori à confier la gestion de la location de leurs terres à des instances gouvernementales. Wi Pere, soutenu par le gouvernement du premier ministre John Ballance, y est favorable, tandis que James Carroll se fait le porte-voix de ceux qui se méfient de ce nouveau pouvoir que s'arroge le gouvernement. Candidat d'opposition, donc, James Carroll est élu député. 
Sa priorité est alors de faire abroger et interdire toute forme de distinction légale et de discrimination raciale entre Blancs et Maori. Il souhaite que les Maori puissent aisément s'intégrer, notamment comme entrepreneurs, dans la société coloniale 'moderne'. Il cherche à faire déréglementer la location par les Maori de leurs terres, afin qu'ils puissent en retirer des bénéfices plus importants. Il est réélu député en 1890, et en 1891 le premier ministre John Ballance le nomme membre d'une commission chargée de réfléchir à de potentielles réformes dans ce domaine. Il s'oppose au ministre des Affaires indigènes, Alfred Cadman, qui n'est pas maori et qui encourage les Maori à vendre leurs terres plutôt qu'à les louer. Carroll défend les droits des Maori à leurs terres, se référant notamment au Traité de Waitangi de 1840. 
En mars 1892, Ballance le nomme membre du Conseil exécutif, pour qu'il y représente les intérêts de la population autochtone. Cette nomination, toutefois, le prive partiellement de son autonomie, puisqu'il est désormais solidaire des politiques du gouvernement, qu'il ne peut critiquer publiquement. 
Aux élections de novembre 1893, désormais membre du Parti libéral au pouvoir, il se présente dans une circonscription dite 'européenne', plutôt que maori, ayant été critiqué dans sa circonscription maori pour sa participation au gouvernement. Il remporte le siège 'européen' de Waiapu, et est alors le premier Maori à être élu député dans une circonscription non-maori,. Il s'oppose au mouvement Kotahitanga, représenté notamment par le député maori Hone Heke Ngapua, qui prône une autonomie partielle pour les Maori, avec leurs propres institutions. James Carroll est favorable au contraire à une meilleure intégration des Maori dans la société dominante, en tant que citoyens égaux. Il demande d'ailleurs, sans succès, l'abolition de la catégorisation ethnique des circonscriptions ; il appelle à ce que les Maori soient inscrits sur les mêmes listes électorales que leurs concitoyens blancs, afin de contraindre les candidats blancs à faire campagne auprès des citoyens maori, et de prendre en compte leurs intérêts. Néanmoins, il se joint à son vieil adversaire Wi Pere (redevenu député) pour défendre avec un certain succès le respect de la propriété coutumière collective des terres maori, plutôt que l'individualisation systématique des titres de propriété.
En 1899, le premier ministre libéral Richard Seddon le nomme ministre des Affaires indigènes. Il est le premier Maori à occuper cette fonction, qu'il conserve jusqu'à la chute du gouvernement libéral en 1912. En 1900, il persuade le mouvement Kotahitanga d'accepter une autonomie partielle proposée par le gouvernement. Des comités maori locaux sont mis en place, avec le pouvoir de gérer certaines affaires locales, notamment en matière de politique de santé. Par ailleurs, des Conseils fonciers maori sont établis, pour gérer la location de terres maori que des tribus souhaiteraient leur confier. Ces mesures sont toutefois un échec. Les comités maori ne reçoivent pas les financements nécessaires pour fonctionner de manière adéquate, tandis que, sous la pression des colons, les Conseils fonciers maori sont abolis en 1905. 
En 1909, il fait adopter la loi Native Land Act, qui dérèglemente la location, la vente et l'utilisation de leurs terres par les Maori. Cette loi a un effet bénéfique sur le développement de leurs terres par les fermiers maori, mais accélère également l'aliénation des terres au profit des colons.  
À deux reprises, en 1909 et en 1911, le premier ministre Joseph Ward, devant s'absenter du gouvernement, en confie brièvement la direction à James Carroll, au poste de Acting Prime Minister. Il est alors le premier Maori à diriger le gouvernement néo-zélandais, même si ce n'est que par intérim,. En 1911, il est fait chevalier commandeur de l'ordre de Saint-Michel et Saint-Georges. Soutenant la participation de la Nouvelle-Zélande à la Première Guerre mondiale, il visite les soldats maori sur le front occidental en 1918.
Il perd son siège aux élections de décembre 1919, battu dans sa circonscription par le conservateur Douglas Lysnar, après avoir été élu huit fois par des électeurs non-maori. En compensation, le premier ministre conservateur William Massey le nomme en 1921 membre du Conseil législatif, alors la chambre haute du Parlement.
Ayant longtemps souffert d'une inflammation du rein, il décède subitement le 18 octobre 1926 d'une insuffisance rénale.